# Доминика на Светском првенству у атлетици у дворани 2016.
Доминика је учествовала на 16. Светском првенству у атлетици у дворани 2016. одржаном у Портланду од 17. до 20. марта. Репрезентацију Доминике на њеном десетом учешћу на светским првенствима у дворани представљао је један атлетичар, који се такмичио у троскоку.,
На овом првенству Доминика није освојила ниједну медаљу, а представник Доминике је постигао свој најбољи резултат сезоне.

## Учесници
Мушкарци:
- Јорданис Дуранона — Троскок

## Резултати

### Мушкарци
| Атлетичар         | Дисциплина | Лични рекорд | Финале   | Финале  | Детаљи                                 |
| Атлетичар         | Дисциплина | Лични рекорд | Резултат | Место   | Детаљи                                 |
| ----------------- | ---------- | ------------ | -------- | ------- | -------------------------------------- |
| Јорданис Дуранона | Троскок    | 15,79 ЛРС    | 15,27    | 16 / 16 | Архивирано на веб-сајту (22. мај 2016) |